# Kredenburg
Die Kredenburg, auch Schlössel genannt, ist eine abgegangene Wasserburg in Maikammer-Alsterweiler  im Landkreis Südliche Weinstraße (Rheinland-Pfalz). Wenige Reste der Wohngebäude befinden sich in der Hartmannstraße 79–82, Reste des Wirtschaftshofs in der Friedhofstraße. Heute steht in der Friedhofstraße 101 ein als Kredenburg bezeichnetes Anwesen mit einem beeindruckenden Wohnhaus im Stil der Neorenaissance. Dieses wurde in den 1880er Jahren auf einem ehemaligen Kelterhaus errichtet. Die Anlage ist als Kulturdenkmal in der Gemeinde Maikammer gelistet.

## Geschichte
Die Burg wurde erstmals 1318 „an deme slosse“ erwähnt und nach Zerstörung im Bauernkrieg 1525 um 1548 wieder aufgebaut. Als Besitzer der Burg werden die Herren von Oberstein-Kredenburg und die Bischöfe von Speyer genannt. Hinsichtlich der Namensentstehung gibt es zwei Vermutungen. Die einfachste Variante leitet den Namen von Kröten (Krötenburg) ab, die sich vermutlich zahlreich im umliegenden Wassergraben aufhielten. Ein zweiter Vorschlag geht auf "Margerethenburg" zurück, nach einer Margerethe von Dalheim, der Ehefrau eines Burgherrn Viax von Oberstein im 16. Jahrhundert.
Im Landesarchiv Speyer befindet sich eine Bauaufnahme der Burg von 1764, die eine rechteckige 26 mal 30 Meter große Anlage mit im rechten Winkel aufeinander stoßenden Wohnbauten zeigen, deren Reste heute verbaut sind. Zur Anlage führte eine Brücke über den Wassergraben.